# San José del Peñasco
San José del Peñasco är en ort i Mexiko.   Den ligger i kommunen San José del Peñasco och delstaten Oaxaca, i den sydöstra delen av landet, 400 km sydost om huvudstaden Mexico City. San José del Peñasco ligger 1 562 meter över havet och antalet invånare är 805.
Terrängen runt San José del Peñasco är kuperad åt sydost, men åt nordväst är den platt. Runt San José del Peñasco är det ganska tätbefolkat, med 70 invånare per kvadratkilometer. Närmaste större samhälle är Miahuatlán de Porfirio Díaz, 9,9 km väster om San José del Peñasco. I omgivningarna runt San José del Peñasco växer huvudsakligen savannskog.